# Manfred Gerlach
Manfred Gerlach (Lipcse, 1928. május 8. – Berlin, 2011. október 17.) német politikus, az NDK államfője 1989-90-ben.

## Élete
Általános és középiskola elvégzése után a jogi egyetemre felvételizett 1944-ben. Még ugyanebben az évben elítélték egy nácik ellen szervezkedő diákcsoport megalapításáért. 1945-ben belépett a Német Liberális Demokrata Párt (LDPD) tagjai közé, egy évvel később pedig részt vett a Szabad Német Ifjúság (FDJ) nevű mozgalom megalapításában. 1947 és 1952 között az NDK Szászországi tartományi parlamentjének tagja, a tartomány feloszlatása után Lipcse főpolgármesterének helyettese. 1949-től kezdve 40 évig az NDK Népi Kamarájának tagja. 1951-ben befejezte a háború alatt megszakadt jogi tanulmányait, 1964-ben jogászdoktorrá, majd 1984-ben jogászprofesszorrá lépett elő.

## Politikai pályafutása
A Német Liberális Demokrata Pártban 1953-ig helyettes főtitkár, majd 1967-ig főtitkár, 1990-ig pedig az LDPD elnöke. Tagja volt az államtanácsnak és a Népi Kamara védelmi bizottságának is. A liberális LDPD vezetőjeként is a rendszer számára megbízható, a NSZEP egyeduralmát és a kommunista társadalompolitikát elfogadó politikát folytatott. Ám 1989. október 13-án az elsők között kérdőjelezte meg a NSZEP NDK-ban gyakorolt vezető politikai szerepét. Egon Krenz 1989. decemberi lemondása után az első nem kommunista politikusként az államtanács elnöke, az NDK államfője lett. Az 1990-es szabad választások után az államfői jogokat átruházta a Népi Kamara frissen megválasztott vezetőjére, Sabine Bergmann-Pohlra. 1990-ben belépett az FDP-be. 1992-ben pártjában azzal vádolták meg, hogy a lipcsei szovjet katonai hatóság megbízásából az LDPD más tagjai után kémkedett, ezért Gerlach 1993-ban kilépett az FDP-ből.